# Daniel Bowden
Daniel Russell Bowden (Auckland, 1º aprile 1986) è un rugbista a 15 neozelandese, tre quarti centro della squadra provinciale di Auckland.

## Biografia
Formatosi nella provincia rugbistica di Northland nella quale entrò nel 2004 subito dopo la fine degli studi superiori, con essa iniziò nel 2005 a disputare il campionato provinciale neozelandese e successivamente iniziò a rappresentare il suo Paese a livello giovanile; nel 2007 ebbe una breve parentesi italiana nelle file del Parma in Super 10 fino a fine torneo, per poi tornare in patria e debuttare nel Super 14 2008 nelle file degli Highlanders.
Dopo una stagione a Dunedin fu a Christchurch nelle file dei Crusaders, per poi, non avendosi visto rinnovato il contratto, emigrare in Inghilterra ai London Irish non prima di avere atteso tuttavia che la sua partner Hayley Moorwood, calciatrice professionista (in seguito sua moglie) ottenesse il nulla-osta per il trasferimento al Chelsea.
Dopo due campionati a Londra fu ingaggiato dal Leicester con cui si aggiudicò al primo anno la Premiership 2012-13 e iniziò a prendere in considerazione l'idea di rendersi disponibile per la Nazionale inglese dopo tre anni consecutivi di militanza in Premiership e anche grazie alla cittadinanza britannica detenuta in virtù della provenienza inglese di sua madre.
Il C.T. Lancaster, tuttavia, non convocò mai Bowden e, nel 2014, alla fine del contratto con Leicester, il giocatore ebbe l'opportunità di tornare in Nuova Zelanda nella sua città, nelle file dei Blues con un contratto biennale mentre, a livello provinciale, tornò alla sua originaria formazione di Northland.
Nelle more del Super Rugby 2015 Bowden aveva firmato un contratto a termine con i giapponesi del Yamaha Júbilo, al seguito di sua moglie Hayley con cui nel frattempo aveva avuto un figlio e che giocava in quel periodo a Iwata.
La stagione di Super Rugby finì con solo 6 incontri disputati, tuttavia la franchise confermò l'impiego in squadra di Bowden pure per il 2016; ciononostante Bowden chiese e ottenne la rescissione contrattuale del contratto a dicembre 2015 per tornare in Inghilterra nelle file del Bath a iniziare da gennaio 2016.

## Palmarès
- Premiership: 1
Leicester: 2012-13